# Andrea Getto
Andrea Getto (* 1959 in Hamburg) ist eine deutsche Hörspielregisseurin und Autorin.

## Leben
Die gelernte Hotelfachfrau Andrea Getto machte in späteren Jahren das Abitur nach, um an der Freien Universität Berlin Theaterwissenschaft und spanische Romanistik zu studieren. Auf eine Regiehospitanz am Hamburger Thalia Theater folgte zunächst eine Tätigkeit als Lektorin und Regieassistentin beim Norddeutschen Rundfunk, danach war Getto als freie Autorin tätig und entwickelte für eine Berliner Medienkonzeptionsfirma eine Jugendkrimiserie, die vom Sender Fritz, einem Hörfunksender des Rundfunks Berlin-Brandenburg (RBB), ausgestrahlt wurde. Von Deutschlandradio erhielt sie den Auftrag zur Entwicklung einer interaktiven Daily Soap. Seit ihrer ersten Regie 1998 zeichnete Getto bislang für eine große Anzahl von Hörspielproduktionen und -bearbeitungen verantwortlich, unter anderem für die Radio-Tatorte Kaltfront, Stand der Dinge und Queenie.
Als freie Autorin und Regisseurin lebt die mit zahlreichen Preisen ausgezeichnete Andrea Getto in Berlin.

## Hörspielproduktionen (Auswahl)

### Regie
- 1998: Die Morde der Anderen – Autorin: Angelika Voigt
- 2001: Pendelblut – Autorin: Christa Ludwig
- 2002: Albertine – Autor: Michel Tremblay
- 2002: Wenn mir die Möwe auf den Kopf scheißt, bin ich tot – Autor: Adolf Schröder
- 2003: Erdbeeren im Januar – Autorin: Evelyne de la Chenelière
- 2004: Da kommt noch wer – Autor: Jon Fosse
- 2004: Fremde Wurzeln – Autorin: Uta-Maria Heim
- 2004: Der Lachszug der Wörter – Autor: Ulrich Wildgruber
- 2005: www.grossebrunnenstraße.de – Autorin: Friederike Frei
- 2006: Treibgut – Autor: Peter Stamm
- 2006: Tommy – Autor: Thor Björn Krebs
- 2008: Nathans Kinder – Autor: Ulrich Hub nach Gotthold Ephraim Lessing
- 2008: An der Arche um Acht – Autor: Ulrich Hub
- 2009: Kaspar Häuser Meer – Autorin: Felicia Zeller
- 2009: Lenin und der liebe Gott sind meine besten Freunde – Autorin: Uta Ackermann
- 2009: Kaltfront – Autor: Wolfgang Zander
- 2009: Die Frau und die Stadt – Autorin: Gerlind Reinshagen
- 2010: Geschichten aus der großdeutschen Metropulle – Autorin: Ingrid Marschang
- 2011: Die Läuferin – Autorin: Marianne Zückler
- 2011: Vier Lehrmeister – Autor: Liao Yiwu
- 2012: To be corrected – wird korrigiert – Autorin: Lívia Páldi
- 2013: Hirnströms Welt – Autorin: Anne Krüger
- 2014: Hinkel – Autorin: Susanne Ayoub
- 2014: Stand der Dinge – Autorin: Sabine Stein
- 2015: Die Bibel der Hölle – Autor: Reinhold Batberger
- 2015: Van Goghs Schweigen – Autor: Christoph Prochnow
- 2015: Queenie – Autorin: Sabine Stein
- 2015: Aus dem Leben der Nachtmulle – Autorin: Astrid Litfaß

### Regie und Bearbeitung (Wort)
- 2000: Gestern – Autor: Ágota Kristóf
- 2001: Die Geschichte der leuchtenden Bewegung – Autor: Scott Bradfield
- 2002: Erwin und Philomene – Autor: Hansjörg Schneider
- 2003: Ohne sicheres Wissen – Autor: Michael Larsen
- 2004: Dinah – Autor: Emmanuel Bove
- 2006: Das Buch von Blanche und Maria – Autor: Per Olov Enquist
- 2006: L'Allegria – Die Heiterkeit – Autor: Giuseppe Ungaretti
- 2007: Die Verzückung der Lol V. Stein – Autorin: Marguerite Duras
- 2007: Joe Speedboat – Autor: Tommy Wieringa
- 2008: Ruhelos – Autor: William Boyd
- 2008: Schatten des Wahns – Autor: Christian v. Ditfurth
- 2012: Die letzte Instanz – Autorin: Elisabeth Herrmann
- 2014: Vermisst – Autor: Dror Mishani
- 2014: Die Stille um Maja Abramowna – Autorin: Margarita Chemlin

## Auszeichnungen
- 2001: Hörspiel des Monats August für Pendelblut
- 2006: Deutscher Kinderhörspielpreis für An der Arche um Acht
- 2010: Hörspiel des Monats Januar für Die Frau und die Stadt
- 2011: Hörspiel des Monats August und Hörspiel des Jahres 2011 für Vier Lehrmeister